# Kolbermoor
Kolbermoor est une ville de Bavière (Allemagne), située dans l'arrondissement de Rosenheim, dans le district de Haute-Bavière.

## Personnalités
Kolbermoor est la ville natale des joueurs de football allemands Paul Breitner et Bastian Schweinsteiger ainsi que de l'haltérophile Josef Straßberger (1894-1950), champion olympique poids lourd en 1928. 